# 1338 هـ
1338 هـ هي سنة في التقويم الهجري امتدت مقابلةً في التقويم الميلادي بين سنتي 1919 و1920.

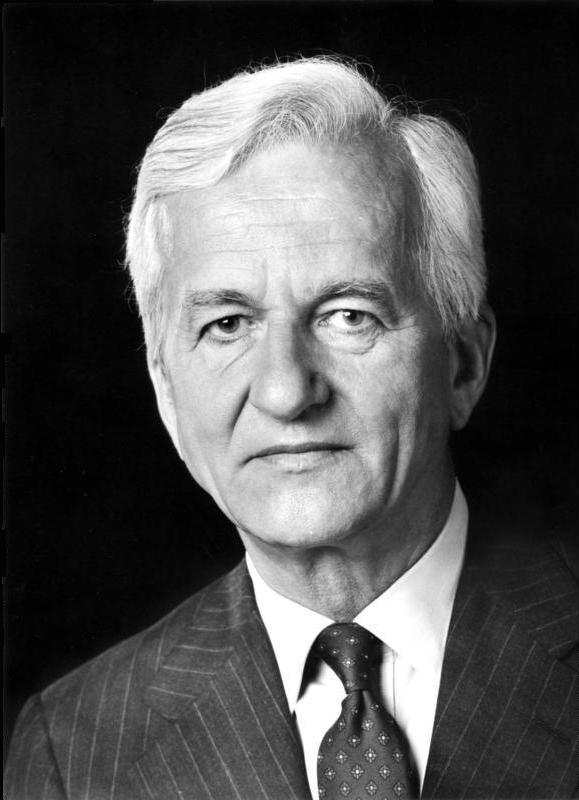
ريتشارد فون فايتسكر

## أحداث
- قيام الولايات المتحدة بإنشاء علاقات مع الاتحاد السوفيتي
- ألمانيا تعلن عن أنها لديها أفضل العلاقات مع الأتحاد السوفيتي.
- فرنسا تقوم باستعمار لبنان وسوريا.
- الملك فؤاد يقوم بزيارة بريطانيا لتهنئته بالانتصار في الحرب العالمية الأولى.
- تعيين الشيخ أحمد الجابر الصباح وليا لعهد دولة الكويت.
- قيام الأمير سعود بزيارة للكويت في لقاء ودي مع الشيخ سالم المبارك الصباح.
- قيام إمارة شرق الأردن وتعيين الملك عبد الله الأول بن الحسين حاكما عليها.
- إنجلترا تحتل إسطنبول
- معركة حجلا بين أمير عسير والجيش السعودي لضم منطقة عسير للدولة السعودية.

## مواليد
- بكري الطرابيشي
- حسين بن علي عرب
- عبد العزيز الزغلامي
- فهد بن عبد العزيز آل سعود
- موسى لاشين
- الملك فاروق
- أندريه شديد
- إسماعيل بن علي الأكوع
- ريتشارد فون فايتسكر
- طارق عبد الحكيم
- عبد الحسن المفوعر السوداني
- عبد الرحمن رأفت الباشا
- عبد العزيز الدوري
- عبد الغفار الدروبي
- عبد القادر عيسى
- فاروق الأول
- فيصل دبدوب
- قاسم محمد الرجب
- محمد رضا بهلوي
- محمد قطب
- نجم الدين السهروردي

## وفيات
- إسماعيل الصدر
- تشارلز ليال
- تشيلستينو سكيابارلي
- حمدان الونيسي القسنطيني
- حمود بن ناصر بن عمر
- طاهر الجزائري
- عبد الله مطهر
- محمد تقي الشيرازي
- محمد فريد
- يوسف دريان
- الإمام سالم بن راشد الخروصي
- رمضان السويحلي
- يوسف العظمة
- خسروي الكرمانشاهي
- نعوم مغبغب
- مبارك التوزونيني، ثائر ومجاهد مغربي.